# Gaël Malacarne
Gaël Malacarne (* 2. April 1986 in Saint-Brieuc) ist ein ehemaliger französischer Straßenradrennfahrer.

## Sportliche Laufbahn
Gaël Malacarne wurde 2007 einmal Etappenzweiter bei der Tour des Aéroports. Im nächsten Jahr gewann er das Eintagesrennen Grand Prix U und die dritte Etappe der Tour du Haut Anjou nach Segre. Bei der Tour des Deux Sèvres wurde er einmal Etappendritter und konnte auch in der Gesamtwertung den dritten Platz belegen.
2010 entschied Malacarne jeweils eine Etappe der Tour de Bretagne und des Circuito Montañés für sich. 2013 beendete er seine Radsportlaufbahn.
Anschließend eröffnete er ein Radsportgeschäft in Morlaix; sportlich wurde er als Läufer aktiv.

## Erfolge
2008
- eine Etappe Tour du Haut Anjou

2010
- eine Etappe Tour de Bretagne
- eine Etappe Circuito Montañés

## Teams
- 2008 Bretagne-Armor Lux (Stagiaire)
- 2009 Bretagne-Schuller
- 2010 Bretagne-Schuller
- 2011 Bretagne-Schuller
- 2012 Bretagne-Schuller
- 2013 Bretagne-Séché Environnement